# I Bury the Living
I Bury the Living este un film de groază american din 1958 regizat de Albert Band. În rolurile principale joacă actorii Richard Boone, Theodore Bikel și Peggy Maurer.

## Actori
- Richard Boone - Robert Kraft
- Theodore Bikel - Andy McKee
- Peggy Maurer - Ann Craig
- Howard Smith - George Kraft
- Herbert Anderson - Jess Jessup
- Robert Osterloh - Lt. Clayborne.